# Municipio de San Pedro Cajonos
El municipio de San Pedro Cajonos es uno de los 570 municipios que conforman al estado mexicano de Oaxaca. Pertenece al distrito de Villa Alta, dentro de la Región Sierra de Juárez. Su cabecera es la localidad de San Pedro Cajonos.
Su población, principalmente zapoteca, es conocida por sus artesanías originales indígenas.